# École de Chios (sculpture)

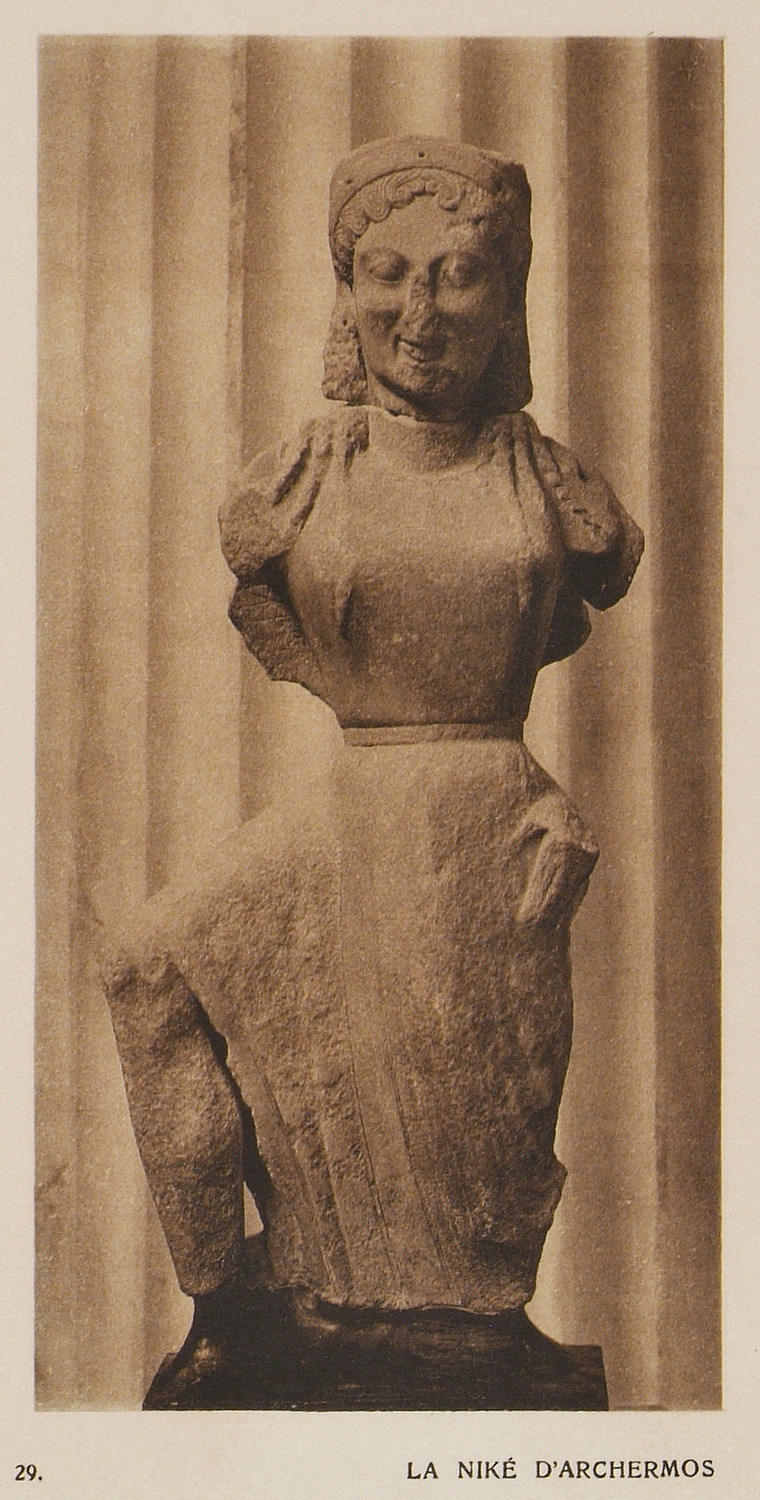
La Niké de Délos, photographiée par Frédéric Boissonnas en 1919, est identifiée comme une œuvre de l'École de Chios.

Pour l’article homonyme, voir École de Chios (mathématiques).
L'École de Chios est une école de sculpteurs grecs de l'époque archaïque originaires de l'île de Chios identifiée par certains historiens de l'art.
Pline l'Ancien rapporte l'existence d'une famille de sculpteurs sur marbre chiotes, sur plusieurs générations : Mélas (sans doute confondu avec un personnage mythologique homonyme,), Mikkiadès, Archermos, puis Boupalos et Athénis. D'autres auteurs, dont Hérodote, Athénée et Pausanias évoquent également Glaucos de Chios (en), qui s'illustre en toreutique.
John Griffiths Pedley identifie une école de Chios, en mettant notamment en lien la Niké de Délos, attribuée à Archermos, et plusieurs korès d'un style présumé similaire. Cependant, cette analyse est contredite par les travaux de Kenneth Sheedy, qui remet en doute le concept d'une école de sculpture propre à Chios.